# ノーフォーク (嚮導駆逐艦)
ノーフォーク（USS Norfolk, DL-1）は、アメリカ海軍初の嚮導駆逐艦。新世代の対潜巡洋艦（sub-killer cruiser, CLK）のプロトタイプとして1948年度で建造されたが、建造途上の1951年、嚮導駆逐艦（Destroyer leader, DL）に種別変更され、1955年には艦種記号はそのままにフリゲートと改称された。その名を持つ艦としては2隻目。同型艦はない。

## 来歴
連合国軍は大西洋の戦いで莫大な出血を強いられたものの、1945年までに、浮上ないし露頂した潜水艦は、もはや重大な脅威ではなくなっていた。しかし大戦後、ドイツ海軍が建造していたUボートXXI型を接収したアメリカ海軍は、その高性能に驚嘆した。同艦のまえでは、大西洋の戦いで勝利を納めた対潜戦部隊はもはや時代遅れの遺物と化しており、接収艦を用いて行われた模擬戦では、重巡洋艦を含む有力なイギリス海軍部隊に対して、何らの抵抗も受けずに易易と模擬攻撃を成功させてみせた。
この状況に対し、アメリカ海軍OEG（Operational Evaluation Group）は直ちに対策の策定に入り、対潜哨戒にあたるソナー・ピケット艦を提唱した。海軍作戦部長府（OpNav）での検討の過程で、これは高性能対潜艦へと成長を遂げた。同艦は荒天下でも高速力を維持でき、またソナー性能を確保するための深い吃水と水中放射雑音低減のための大径・低回転プロペラを備えることとされていた。
設計にあたっては、アトランタ級軽巡洋艦を発展させた重構造艦（heavy ships）と、ミッチャー級駆逐艦を発展させた軽構造艦（light ships）の案が作成された。これらを比較検討した結果、1947年2月、基本計画審議委員会（SCB）は重構造艦をリコメンドした。これに基づき、1948年度で対潜巡洋艦（sub-killer cruiser, CLK）2隻が建造されることとなった。この1番艦が本艦である。なおCLKという艦種は、本艦の建造途上の1951年に廃止され、本艦は嚮導駆逐艦（Destroyer leader, DL）に種別変更され、1955年には艦種記号はそのままにフリゲートと改称された。また2番艦の建造は、1949年には棚上げする決定がなされ、1951年に中止された。

## 設計

### 船体
上記の経緯より、船体設計は1938年度で防空巡洋艦として建造されたアトランタ級を発展させたものとなっている。荒天下でも高速を発揮できるよう、船体にはラグが付され、船体前部の乾舷を増大させた。また着氷による船体上部重量増加に備えて復原性確保が図られており、横メタセンタ高さ（GM値）は70.1センチとなった。また核攻撃を想定して艦橋構造物は密閉され、耐爆を考慮した設計とされたほか、放射性降下物を洗い流しやすいようにデッキにはキャンバーが付されている。
本艦は巡洋艦の設計基準にもとづいて設計されており、船体は二重船殻（ダブルハル）構造とされた。内殻板は第2甲板まで延長されている。また内・外殻板ともに、船体中央部では部分的にSTS高張力鋼が導入されたほか、主甲板もSTS高張力鋼製とされている。

### 機関
ボイラーとしてはバブコック・アンド・ウィルコックス式水管ボイラー4缶が搭載された。蒸気性状は圧力1,200 lbf/in2 (84 kgf/cm2)、温度950 °F (510 °C)であった。
水中放射雑音低減のため、推進器としては175 rpmの大径・低回転プロペラが採用された。原型となったオークランド級は280 rpm、また同世代の駆逐艦では350 rpmであったことを考えると、驚異的な低回転数であった。やはりノイズ低減のため、舵は1枚舵とされた。対潜艦として設計されたことから、大型の船体にもかかわらず、旋回径は30ノット航走時に800ヤード (730 m)とされた。
電源としては、タービン主発電機（出力750キロワット）4基に加えて、非常発電機のみで対潜兵器のうち半分または70口径76mm連装速射砲1基を稼働させられる出力が要求された。戦時計画の駆逐艦で搭載されていた出力100キロワットのディーゼル発電機ではまったく不足であったが、本艦で当初検討されていた出力500キロワットのディーゼル発電機を据え付けるには甲板高が不足であった。結局、出力300キロワットのディーゼル発電機2基が搭載された。

## 装備
上記の経緯より、本艦はまず第一に対潜艦とされた。ソナーとしては、捜索用には新開発のスキャニング・ソナーであるQHB、攻撃用には高周波・高解像度のAN/SQG-1を搭載した。また対潜兵器としては、新開発のMk.108「ウェポン・アルファ」324mm対潜ロケット砲とMk.35誘導魚雷を搭載した。また対水上用のMk.17魚雷の搭載も予定された。これらの対潜兵器を管制する水中攻撃指揮装置（UBFCS）としてはMk.102を備えた。
一方、対空兵器は自衛用程度とされた。艦砲としては新開発の高角砲である70口径76mm連装速射砲（Mk.26 3インチ砲）をMk.56 砲射撃指揮装置を組み合わせて搭載する予定とされた。ただし70口径76mm連装速射砲の開発は遅延していたことから、当初は標準的な50口径76mm連装速射砲（Mk.33 3インチ砲）を搭載し、1959年に換装した。
1959年11月には、AN/SPS-37対空捜索レーダーとAN/SPS-30高角測定レーダー、ターター・システム（または性能限定版テリア）を搭載するとともに、324mm対潜ロケット砲2基をバーターとしてアスロック対潜ミサイルやQH-50 DASHを搭載する近代化改修案が作成された。その後、1960年代中盤のタイフォン・システムの開発中止によってその分の予算が浮き、また漸進策による艦隊防空能力の向上が急務になったことから、一度は1966年度でテリア搭載DLGとして改装する予定となった。しかし本艦は、1957年よりAN/SPS-26 3次元レーダー、1960年からはアスロック対潜ミサイルの試験艦として実験任務に従事していたことから、この改装案は撤回され、実現しなかった。

## 艦歴
ノーフォークは1949年9月1日にニュージャージー州カムデンのニューヨーク造船所で起工する。1951年12月29日にベティ・キング・ダックワースにより命名、進水し、1953年3月4日にクラレンス・マシスン・ボーリー艦長の指揮下就役した。
1954年2月のカリブ海での調整巡航後にノーフォークは大西洋艦隊に配属され、1955年から1957年の間に第2、第4、第6駆逐艦隊の旗艦任務に従事した。1956年から57年には大西洋艦隊駆逐艦部隊の指揮艦となる。1957年6月にノーフォークは大西洋艦隊最高司令官ジェラウルド・ライト提督の旗艦として国際観閲式に参加する。
1955年後半には主缶の爆発事故を起こす。
1960年5月10日、ノーフォークはサリヴァンズ (USS Sullivans, DD-537) と共にフロリダ海峡をパトロール中にキューバの小型艇から攻撃を受けた。
1961年秋には第2巡洋艦駆逐艦隊の旗艦として「UNITAS II」に参加する。同演習ではベネズエラ、コロンビア、エクアドル、ペルー、チリ、アルゼンチン、ウルグアイ、ブラジルの各海軍艦艇と共に対潜水艦訓練を行った。ノーフォークは南大西洋軍司令官の旗艦として続く5年にわたって同任務を繰り返した。1962年のみ大西洋艦隊巡洋艦駆逐艦部隊司令官の旗艦として参加した。
ノーフォークは1966年11月28日から12月16日まで旗艦として「LANTFLEX 66」に参加する。この演習の間にノーフォークはソ連の牽引船 Repiter と Teodilit を追跡した。1967年の秋には「UNITAS VIII」に南大西洋軍司令官の旗艦として参加し、対潜水艦戦能力を再び実証した。
ノーフォークは1968年4月17日から10月15日まで中東軍司令官の旗艦任務に従事する。この任務ではバーレーン、仏領ソマリランド、サウジアラビア、エチオピア、ケニア、セーシェル、モーリシャス、マダガスカル、インド、パキスタン、オーストラリア、ニュージーランド、タヒチ、メキシコ、パナマ運河地帯を訪問した。1968年10月にノーフォークはバージニア州ノーフォークに帰還し、1970年1月15日に退役、大西洋予備役艦隊入りした。